# Regla de Bergmann
La regla de Bergmann es una de las más antiguas y más conocidas de las reglas ecológicas térmicas. Fue establecida por Carl Bergmann en 1847, señalando que las especies politípicas de animales homeotermos, las subespecies o razas geográficas tienen mayor tamaño cuanto más baja sea la temperatura media del ambiente en que viven. Es una generalización que liga la temperatura ambiental con la morfología. Postula que el cuerpo de un animal endotermo tiene un mayor tamaño en climas más fríos (polos, en latitudes mayores) que en climas más calientes (ecuador).
Se puede ejemplificar diciendo que las especies de pingüinos de los polos tienen un mayor tamaño, que las especies de pingüinos que ocupan los trópicos.
Esta regla vale para la generalidad de las aves y de los mamíferos en estos casos, las diferencias entre poblaciones tienen obviamente una base genética.
Las pocas excepciones a la regla de Bergmann generalmente se pueden explicar de manera sencilla: a veces la distribución actual de la especie no refleja exactamente las condiciones de selección en un pasado inmediato. 
La regla de Bergmann se ha experimentado en insectos, moluscos, que son animales heterotermos, comprobándose en muchos casos su predicción y en otros no.

## Historia de la regla
Carl Bergmann fue un biólogo del siglo XIX, trabajó con pájaros y mamíferos, estableciendo que los individuos de una misma especie tienden a ser más grandes y más pesados cuando viven en climas más fríos. En especies de tamaño grande, la distancia entre el ambiente y el centro del espécimen tiene que ser mantenido 37 °C. La regla de Bergmann pone en correlación la temperatura medioambiental con la masa del cuerpo.
Entre los mamíferos y pájaros, los individuos de una especie particular en las áreas más frías tienden a tener la masa del cuerpo mayor que los individuos en las áreas de climas más calurosos. En el caso de los ciervos blancos son más grandes en Canadá que en Florida. 
Esta regla opera estableciendo que los animales más grandes tienen una menor área de superficie en proporción de volumen que los animales más pequeños, para que estos radien menos calor del cuerpo. Recíprocamente, los animales más pequeños en los climas más calurosos pueden evitar acalorarse radiando el calor.